# Andreas Jarlén
Andreas Jarlén (tidigare Enghed), född 9 september 1976 i Linköping, är en svensk roller derbydomare som i början av karriären var aktiv under namnet Fluke Skywalker. Andreas tillhörde tidigare föreningarna Stockholm Roller Derby samt Dock City Rollers men jobbar numera tillsammans med Svenska Skridskoförbundet.
Andreas Jarlén har bland annat dömt Svenska mästerskapet i roller derby 2013, 2014, 2015 samt 2016. Han har även dömt WFTDA D2 Playoffs i Detroit 2015 samt WFTDA D1 Playoffs i Montréal 2016. I december 2014 dömde han även VM Finalen i Dallas.
Den 1 april 2014 blev Andreas Jarlén, som första skandinaviska domaren, certifierad av WFTDA (Women's Flat Track Derby Association).